# آن برستون
آن برستون (بالإنجليزية: Ann Preston)‏ هي طبيبة أمريكية، ولدت في 1 ديسمبر 1813 في ويست غروف في الولايات المتحدة، وتوفيت في 18 أبريل 1872.

## النشأة
تُعتبر آن بريستون أول امرأة تحصل على منصب عميد كلية الطب في كلية الطب النسائية في ولاية بنسلفانيا، والتي كانت أول كلية طبية في العالم تقبل النساء وحسب. قامت آن بريستون بحملة من أجل قبول طالباتها في محاضرات سريرية في مستشفى بلوكلي فيلادلفيا ومستشفى بنسلفانيا، في الوقت الذي هيمن فيه الرجال على مهنة الطب تقريبًا واعتُبر دخول النساء في هذا المجال أمرًا فظًّا. تفاوضت بريستون بحزم للحصول على أفضل الفرص التعليمية لطالبات كلية الطب النسائية في ولاية بنسلفانيا، على الرغم من عداء طلاب الطب الذكور المفتوح وعداء أعضاء هيئة التدريس الذكور في بعض الأحيان.
وُلدت بريستون في عام 1813 في ويست جروف، بنسلفانيا، خارج فيلادلفيا، لأموس بريستون، المزارع الثري والعضو البارز في جمعية الأصدقاء الدينية، وزوجته مارغريت سميث بريستون. كانت بريستون واحدة من بين ثمانية أخوة وأخوات، وتلقت تعليمها في مدرسة محلية خاصة بجمعية الأصدقاء الدينية، ثم التحقت بعد ذلك بمدرسة داخلية خاصة بجمعية الأصدقاء الدينية لفترة وجيزة في مدينة تشيستر القريبة من ويست جروف في ولاية بنسلفانيا. كان مجتمع جمعية الأصدقاء الدينية في مقاطعة تشيستر مؤيدًا للاعتدال ولإلغاء العبودية، وعُرفت مزرعة عائلة بريستون في بريستونفيل باسم الملاذ الآمن للعبيد الهاربين. تحملت آن مسؤولية رعاية الأسرة أثناء مرض والدتها المتكرر بصفتها الابنة الكبرى، ما أدى إلى توقف تعليمها الرسمي. بدأت بحضور محاضرات في المدرسة الثانوية المحلية التابعة للمجتمع الأدبي المحلي، وأصبحت عضوًا في جمعية كلاركسون لمكافحة العبودية، وكانت نشطة في حركة الاعتدال وحقوق المرأة.
عملت بريستون كمدرسة محلية في الوقت الذي كان فيه أشقاؤها صغارًا بالسن. نشرت كتابًا عن أغاني الأطفال بعنوان كزن آنز ستوريز (قصص ابنة العم آن) في عام 1849. بحلول أربعينيات القرن التاسع عشر، اهتمت بريستون بتثقيف النساء في ما يتعلق بأجسادهن وعلّمت جميع فئات الإناث أساسيات النظافة وعلم وظائف الأعضاء (الفيزيولوجيا). تلقت بريستون تعليمًا خاصًا في مجال الطب من خلال تدريب الدكتور ناثانييل موسيلي المهني بين عامي 1847-1849. على الرغم من عدم قدرتها على الحصول على قبول في الكليات الطبية بسبب السياسات المضادة لقبول النساء، استطاعت بريستون الالتحاق بكلية الطب النسائية التي أنشأتها جمعية الأصدقاء الدينية في بنسلفانيا (التي تحولت لاحقًا إلى كلية الطب النسائية في بنسلفانيا في عام 1867) في سن 38 عامًا كطالبة في فصلها الأول في عام 1850. أثناء دراستها في كلية الطب النسائية في عام 1851، كتبت بريستون إلى صديقتها وزميلتها الناشطة في جمعية الأصدقاء الدينية هانا دارلينغتون:
فرحة استكشاف حقل جديد من المعرفة، الباقي من المساعي المعتادة والاهتمامات، وتحفيز المنافسة، وابتكار نوع جديد من الحياة، كلها لي، وكلها ساحرة طوال الوقت. وبعد ذلك، أشعر بالراحة والروحانية والرضا بأني أتيت.
تخرجت بريستون في عام 1851، من بين ثماني نساء حصلن على شهادة في الطب. عادت الدكتورة بريستون إلى الكلية في العام التالي للعمل المتعلق بالدراسات العليا، وعينت كأستاذة في علم وظائف الأعضاء والنظافة هناك في عام 1853. قادت الجهود لتأسيس المستشفى النسائي في فيلادلفيا في عام 1862 من أجل توفير التدريب السريري الذي كان طلاب الكليات بأمسّ الحاجة إليه. أغلقت الكلية أبوابها لجلسات عام 1861-1862 الدراسي خلال الحرب الأهلية الأمريكية بسبب نقص التمويل المنتظم. أُصيبت بريستون -التي كانت حالتها الصحية محفوفة دائمًا بالمخاطر-  خلال هذه الفترة بالحمى الرثوية والإجهاد والإرهاق، ونُقلت إلى مستشفى بنسلفانيا للجنون لمدة ثلاثة أشهر للتعافي تحت رعاية الدكتور توماس ستوري كيركبرايد، وهو طبيب جمعية الأصدقاء الدينية، والذي دعا إلى «المعاملة الإنسانية» للمرضى العقليين.
عندما استأنفت كلية الطب النسائية عملياتها في أكتوبر من عام 1862، فُتحت من جديد ضمن غرف مستأجرة من مستشفى النساء في فيلادلفيا. نشأ في عام 1864 خلاف بين أعضاء هيئة التدريس عندما حاول العميد إدوين فوسيل منع الطالبة ماري بوتنام جاكوبي من التخرج والحصول على شهادة في الطب، بسبب شعوره بعدم استيفائها للمؤهلات المطلوبة. دعم أعضاء هيئة التدريس الآخرون -بما في ذلك الدكتورة بريستون- الطالبة جاكوبي بشدة وعارضوا القرار. بعد الحادث، استقال فوسيل، وهو العضو القديم في هيئة التدريس وابن أخ مؤسس الكلية بارثولوميو فوسيل، وأصبحت بريستون عميدة الكلية بين عامي 1866 و1872.

## المسيرة المهنية في كلية الطب النسائية في ولاية بنسلفانيا
كانت آن بريستون أول امرأة تحصل على منصب عميد لكلية الطب، وهو المنصب الذي سمح لها بالدفاع عن حق المرأة في أن تصبح طبيبة. كانت بريستون أيضًا ما يسميه المؤرخ ستيف بيتزمان «منشئة مؤسسات» توجه الكلية خلال إعادة البناء والنمو في الفترة التي تلت الحرب. كانت «مقاتلة منتسبة لجمعية الأصدقاء الدينية، وكان سلاحها هو الإقناع الأخلاقي، والمثال الحي، والكلمة المكتوبة القوية». بالإضافة إلى المستشفى الذي أسسته قبل أن تصبح عميدة، فتحت مدرسة للتمريض، واستمرت في الضغط من أجل توفير فرص تعليمية في كلية الطب النسائية، بما في ذلك تجارب سريرية أكثر وأفضل.
في عام 1867، اعترضت جمعية مقاطعة فيلادلفيا الطبية على ممارسة النساء للطب. كان ردّ آن بريستون في جزء منه «يجب علينا الاحتجاج ضد الظلم الذي يضع الصعوبات في طريقنا، لا لأننا جاهلون أو غير أكفاء أو غير مؤثرين في مدونة الأخلاقيات الطبية أو المسيحية، بل لأننا نساء». نزع دفاع بريستون الكثيرَ من الانتقادات السلبية.
في عام 1968، تفاوضت بريستون مع مستشفى بلوكلي في فيلادلفيا للسماح لطلاب كلية النساء للطب في بنسلفانيا بحضور العيادات العامة هناك. في عام 1869، أُجرت ترتيبات مماثلة مع مستشفى بنلسفانايا، حيث تعرضت مجموعة تبلغ نحو ثلاثين طالبة من طالبات كلية ميدز لاعتداءات لفظية وجسدية من قبل طلاب الطب الذكور في نوفمبر من عام 1869. تتذكر آنا برومال -التي تخرجت عام 1871 من كلية الطب النسائية وأصبحت عضو هيئة تدريس فيها لاحقًا- أن «الطلاب الذكور هرعوا ووقفوا على المقاعد، ونادونا بألقاب ورموا علينا كرات لعاب محاولين عبثًا إزاحتنا». أثارت الحادثة جدالات عامة في الصحف المحلية والوطنية حول مدى وجود طالبات الطب في الشروح السريرية، لكن النتيجة كانت حتمية العيادات المختلطة وقبولها.
مارست الدكتورة بريستون الطب بالإضافة إلى تعليم طلاب الطب والدفاع عن الطبيبات أيضًا، والتحقت بالمستشفى النسائية وحافظت على ممارستها الخاصة للطب. لم تتزوج أبدًا، لكنها عاشت حياة اجتماعية ومهنية غنية ونشطة، بما في ذلك إقامة أسرة «حيث يعيش معي أصدقائي الأعزاء في علاقات متناغمة، ويفعلون الكثير لجعل هذه الدائرة منزلية منظمة». واصلت الكتابة والعمل من أجل الإصلاح الاجتماعي حتى عانت من نوبة من الروماتيزم المفصلي الحاد في عام 1871، والتي تركتها في حالة ضعف. عانت من الانتكاس في العام التالي وتوفيت في 18 أبريل من عام 1872.

## وصلات خارجية
- آن برستون على موقع الموسوعة البريطانية (الإنجليزية)
- آن برستون على موقع إن إن دي بي (الإنجليزية)